# ديفيد ماكليلاند
ديفيد سي ماكليلاند (بالإنجليزية: David C. McClelland) (في الفترة من 20 مايو 1917 حتى 27 مارس 1998) كان باحثًا نظريًا أمريكيًا في مجال علم النفس. اشتهر بعمله في نظرية الحاجة، فنشر عددًا من أعماله على مدار فترة الخمسينيات حتى التسعينيات وطور أنظمة تحقيق أهداف جديدة لـ اختبار إدراك الموضوع وفروعه. وينسب لماكليلاند تطوير نظرية دافع الإنجاز المعروفة بالحاجة للإنجاز أو نظرية الحاجة للإنجاز.

## المهنة
ولد ديفيد ماكليلاند في ماونت فيرنون في ولاية نيويورك وحصل على ليسانس الآداب من جامعة ويسليان في عام 1938 ودرجة الماجستير من جامعة ميسوري في السنة التالية. حصل على الدكتوراه من جامعة ييل ودرس في كلية كونيكتيكت وجامعة ويسليان قبل الالتحاق بالكلية في جامعة هارفارد في عام 1956، حيث عمل فيها لمدة 30 عامًا، كرئيس لقسم العلاقات الاجتماعية. انتقل إلى جامعة بوسطن في عام 1987؛ حيث حصل على جائزة الجمعية الأمريكية للأطباء النفسيين لمساهماته العلمية البارزة.
«من المفترض أن يكون دافع الإنجاز البشري أمرًا جيدًا. وينبغي أن يساعدنا في معرفة ما ننشده حقًا وبذلك نستطيع تجنب مطاردة الأوهام التي ليس لنا فيها باع. ويجب خلق فرص لتطوير الذات إذا ما طبقنا المبادئ التحفيزية لتحقيق أهدافنا في الحياة».

## أعماله
نشر ماكليلاند عددًا من أعماله أثناء حياته المهنية.
- دافع الإنجاز (1953)
- مجتمع الإنجاز (1961)
- جذور الوعي (1964)
- نحو نظرية اكتساب الحافز (1965)
- القوة: الخبرة الكامنة (1975)
- إدارة الحافز لتوسيع نطاق الحرية البشرية (1978)
- الحافز البشري (1987)